# 안드로이드 마시멜로
안드로이드 마시멜로(Android Marshmallow)는 구글이 개발한 안드로이드 계열의 스마트폰 운영 체제이다. 2015년 5월에 구글 I/O에서 "안드로이드 M"이라는 코드네임으로 발표되었다. 마시멜로는 안드로이드 롤리팝의 사용자 인터페이스를 개량시키는 데에 중점을 두어 개발되었다. 또한 안드로이드 마시멜로에는 새로운 전원관리 시스템이 탑재되었는데, 사용자가 기기를 손에 들고 있지 않을 경우 자동적으로 백그라운드 작업을 정리, 최소화한다. 또한 더욱 현지화된 지문 인식 기능, USB Type-C 커넥터, 마이크로SD의 자료를 외부 저장소로 이동시킬 수 있는 기능 등 다른 여러 가지 기능들이 업데이트되었다.

## 기능 및 버전 역사
| 버전  | 발표일          | API 레벨 | 리눅스 커널 | 특징 |
| ----- | --------------- | -------- | ----------- | ---- |
| 6.0   | 2015년 5월 28일 | 23       | 3.10.24     |      |
| 6.0.1 | 2015년 12월     | 23       | 3.10.24     |      |

## 같이 보기
- 안드로이드 버전 역사